# Aérodrome de Louang Namtha
L'aérodrome de Louang Namtha (code IATA : LXG • code OACI : VLLN) est un petit aéroport du nord-ouest du Laos, situé à 6 km au sud de Luang Namtha, capitale de la province de Luang Namtha, et  la plus grosse agglomération au nord de Luang Prabang.
L'aéroport a été fermé entre 2006 et 2008 pour des travaux de rénovation afin d'étendre la piste de 1 200 à 1 600 mètres, permettant aux avions de plus grande taille tels que les ATR 72 d'utiliser l'aéroport, et de construire un nouveau terminal passagers de 700 m².

## Situation
| Vientiane Savannakhet Paksé Luang Prabang Houei Sai Louang Namtha Oudomxay Phongsali Phonsavan Sayaboury |

## Compagnies aériennes et destinations
| Compagnies   | Destinations                                  |
| ------------ | --------------------------------------------- |
| Lao Airlines | Vientiane-Wattay En saison Charter: Sayaboury |

Édité le 30/09/2017